# Noszolyi református templom
A noszolyi református templom műemlékké nyilvánított templom Romániában, Kolozs megyében. A romániai műemlékek jegyzékében a CJ-II-m-B-07720 sorszámon szerepel.